# Club Deportivo Trasandino de Los Andes
Club Deportivo Trasandino de Los Andes är en fotbollsklubb från Los Andes i Chile. Klubben grundades den 18 december 1906 av arbetare på järnvägsbolaget Ferrocaril Trasandino Los Andes-Mendoza. Klubben hette ursprungligen Trasandino, men namnet byttes 1985 till Cobreandino, 1992 till Deportes Los Andes och 1998 återgick klubben till att kalla sig själva för Trasandino. Klubben spelade i Primera División de Chile åren 1983, 1984 och 1986. Klubben har sedan 1996 spelat på Estadio Regional Los Andes, som tar ungefär 2 800 personer vid fullsatt - däremot är publikrekordet 3 313 när Trasandino tog emot San Luis de Quillota.